# De’VIA
Le mouvement De’VIA est un mouvement artistique qui se développe aux États-Unis depuis en mai 1989. Il représente les artistes et les perceptions Sourds basé sur leurs expériences, par exemple: Audisme, culture sourde, etc.

## Histoire
Betty G. Miller est une des fondateurs de De’VIA, créé en mai 1989, les autres fondateurs sont Chuck Baird (peintre), Dr Paul Johnston (sculpteur), Dr Deborah M. Sonnenstrahl (historien de l'art), Guy Wonder (sculpteur), Alex Wilhite (peintre), Sandi Pouces Vasnick (artiste), Nancy Creighton (artiste) et Lai-Yok Ho (artiste vidéo). De'VIA est l'acronyme du nom Deaf View - image Art.

### Décès des personnalités
Dans la matinée du 10 février 2012 à Austin, au Texas, Chuck Baird est décédé après une longue bataille de quatre ans contre un cancer qui a détruit son rein, ses poumons et ses vertèbres un mois d’avant. Chuck a accepté sa défaite contre le cancre avant mourir selon son ami Gerard Buckley, le président de National Technical Institute for the Deaf.

Le lundi 3 décembre 2012, Betty G. Miller est décédé d'une septicémie à cause d'une insuffisance rénale.

## Principaux artistes

### Peintres
- Betty G. Miller
- Chuck Baird
- Alex Wilhite
- Nancy Creighton
- Nancy Rourke

### Sculpteurs et designer
- Paul Johnston
- Deborah M. Sonnenstrahl
- Guy Wonder
- Sandi Pouces Vasnick
- Lai-Yok Ho